# Fritz Viere
Fritz Viere (Lebensdaten unbekannt) war ein deutscher Fußballspieler.

## Karriere

### Vereine
Viere gehörte dem Kölner Stadtteilverein SpVgg Sülz 07 als Stürmer an. Im Jahre 1937 kam er in den ersten beiden Runden um den Tschammerpokal, den 1935 eingeführten Pokalwettbewerb für Vereinsmannschaften, zum Einsatz. Nach dem Ende des Zweiten Weltkriegs absolvierte er für den VfR Köln 04 rrh. im Februar 1948 zwei Spiele in der Oberliga West.

### Auswahlmannschaft
Als Spieler der Gauauswahlmannschaft Mittelrhein nahm er in der Saison 1940/41 am Wettbewerb um den Reichsbundpokal teil. Da er mit seiner Mannschaft am 6. Oktober 1940 bereits in der Vorrunde mit 3:4 gegen die Gauauswahlmannschaft Berlin-Brandenburg verlor, blieb es sein einziges Spiel – mit allen drei Toren seiner Mannschaft avancierte er dennoch zum drittbesten Torschützen dieses Wettbewerbs.